# Saison 2000 von Super 12
Die Saison 2000 war die fünfte Ausgabe von Super 12, einem Rugby-Union-Wettbewerb mit zwölf Franchise-Mannschaften aus Australien, Neuseeland und Südafrika.
Es wurden insgesamt 69 Spiele ausgetragen, wobei jede Mannschaft eine Round Robin gegen die elf anderen Mannschaften austrug. Es folgten zwei Halbfinalspiele und schließlich das Finale. Meister wurden zum dritten Mal die Crusaders aus der neuseeländischen Stadt Christchurch.

## Ergebnisse

### Tabelle
M = Amtierender Meister
|     | Team            | Spiele | Siege | Unent. | Ndlg. | Spiel- punkte | Diff. | Bonus- punkte | Tabellen- punkte |
| --- | --------------- | ------ | ----- | ------ | ----- | ------------- | ----- | ------------- | ---------------- |
| 01. | Brumbies        | 11     | 9     | 0      | 2     | 393:196       | + 197 | 9             | 45               |
| 02. | Crusaders (M)   | 11     | 8     | 0      | 3     | 369:293       | + 76  | 7             | 39               |
| 03. | Highlanders     | 11     | 6     | 0      | 5     | 320:280       | + 40  | 8             | 32               |
| 04. | Cats            | 11     | 7     | 0      | 4     | 320:334       | − 14  | 4             | 32               |
| 05. | Stormers        | 11     | 6     | 1      | 4     | 298:276       | + 22  | 5             | 31               |
| 06. | Blues           | 11     | 6     | 0      | 5     | 300:262       | + 38  | 6             | 30               |
| 07. | Queensland Reds | 11     | 6     | 0      | 5     | 317:305       | + 12  | 6             | 30               |
| 08. | Hurricanes      | 11     | 6     | 0      | 5     | 308:329       | − 21  | 5             | 29               |
| 09. | NSW Waratahs    | 11     | 5     | 0      | 6     | 273:258       | + 15  | 5             | 25               |
| 10. | Chiefs          | 11     | 3     | 0      | 8     | 257:352       | − 95  | 8             | 20               |
| 11. | Northern Bulls  | 11     | 1     | 2      | 8     | 231:395       | − 164 | 3             | 11               |
| 12. | Sharks          | 11     | 1     | 1      | 9     | 235:341       | − 106 | 3             | 9                |

Die Punkte werden wie folgt verteilt:
- 4 Punkte bei einem Sieg
- 2 Punkte bei einem Unentschieden
- 0 Punkte bei einer Niederlage (vor möglichen Bonuspunkten)
- 1 Bonuspunkt für vier oder mehr Versuche, unabhängig vom Endstand
- 1 Bonuspunkt bei einer Niederlage mit weniger als sieben Punkten Unterschied

### Halbfinale
| 20. Mai 2000 | Brumbies                                                                         | 28 : 5        | Cats                   | Canberra Stadium, Canberra Schiedsrichter: Paddy O’Brien (Neuseeland) |
| 20. Mai 2000 | Versuche: Hardy, Roff, Walker Erhöhungen: Mortlock (2) Straftritte: Mortlock (3) | (6:5) Bericht | Versuche: van der Walt | Canberra Stadium, Canberra Schiedsrichter: Paddy O’Brien (Neuseeland) |

| 20. Mai 2000 | Crusaders                                                                        | 37 : 15        | Highlanders                                                             | Jade Stadium, Christchurch Schiedsrichter: Wayne Erickson (Australien) |
| 20. Mai 2000 | Versuche: Cribb, Vunibaka (2) Erhöhungen: Mehrtens (2) Straftritte: Mehrtens (6) | (19:8) Bericht | Versuche: Kelleher, Maling Erhöhungen: Laney (1) Straftritte: Brown (1) | Jade Stadium, Christchurch Schiedsrichter: Wayne Erickson (Australien) |

### Finale
| 27. Mai 2000 | Brumbies                                                           | 19 : 20        | Crusaders                                 | Canberra Stadium, Canberra Schiedsrichter: André Watson (Südafrika) |
| 27. Mai 2000 | Versuche: Smith Erhöhungen: Mortlock (1) Straftritte: Mortlock (4) | (3:12) Bericht | Versuche: Cribb Straftritte: Mehrtens (5) | Canberra Stadium, Canberra Schiedsrichter: André Watson (Südafrika) |

| 15                 | Andrew Walker      |
| 14                 | Mark Bartholomeusz |
| 13                 | Stirling Mortlock  |
| 12                 | Rod Kafer          |
| 11                 | Joe Roff           |
| 10                 | Stephen Larkham    |
| 09                 | George Gregan      |
| 08                 | Jim Williams       |
| 07                 | Brett Robinson (c) |
| 06                 | Ipolito Fenukitau  |
| 05                 | David Giffin       |
| 04                 | Justin Harrison    |
| 03                 | Patricio Noriega   |
| 02                 | Jeremy Paul        |
| 01                 | Bill Young         |
| Auswechselspieler: |                    |
| 16                 | Mitch Hardy        |
| 17                 | James Holbeck      |
| 18                 | Travis Hall        |
| 19                 | George Smith       |
| 20                 | Troy Jaques        |
| 21                 | Ben Darwin         |
| 22                 | Tom Murphy         |

| 15                 | Leon MacDonald      |
| 14                 | Marika Vunibaka     |
| 13                 | Mark Robinson       |
| 12                 | Daryl Gibson        |
| 11                 | Caleb Ralph         |
| 10                 | Andrew Mehrtens     |
| 09                 | Ben Hurst           |
| 08                 | Ron Cribb           |
| 07                 | Scott Robertson     |
| 06                 | Reuben Thorne       |
| 05                 | Norm Maxwell        |
| 04                 | Todd Blackadder (c) |
| 03                 | Greg Somerville     |
| 02                 | Mark Hammett        |
| 01                 | Greg Feek           |
| Auswechselspieler: |                     |
| 16                 | Aaron Mauger        |
| 17                 | Mark Mayerhofler    |
| 18                 | Aaron Flynn         |
| 19                 | Dallas Seymour      |
| 20                 | Chris Jack          |
| 21                 | Con Barrell         |
| 22                 | Slade McFarland     |

## Statistik

### Meiste erzielte Versuche
|    | Spieler          | Team       | Versuche |
| -- | ---------------- | ---------- | -------- |
| 1. | Andrew Walker    | Brumbies   | 13       |
| 2. | Marika Vunibaka  | Crusaders  | 11       |
| 3. | Breyton Paulse   | Stormers   | 10       |
| 3. | Christian Cullen | Hurricanes | 10       |

### Meiste erzielte Punkte
|    | Spieler            | Team           | Punkte |
| -- | ------------------ | -------------- | ------ |
| 1. | Stirling Mortlock  | Brumbies       | 194    |
| 2. | Andrew Mehrtens    | Crusaders      | 160    |
| 3. | Matt Burke         | NSW Waratahs   | 158    |
| 4. | Tony Brown         | Highlanders    | 150    |
| 5. | Braam van Straaten | Northern Bulls | 129    |